# MENA
|  | Per a altres significats, vegeu «Mena (desambiguació)». |

MENA és un acrònim en anglès (Middle East and North Africa) per referir-se a l'Orient Mitjà i el Nord d'Àfrica, regió que ha estat també anomenada Gran Orient Mitjà. L'acrònim es fa servir sovint en entorns acadèmics, geopolítica, planificació militar, planificació de mitjans de comunicació com a regió retransmesa, i llenguatge empresarial. Això és així pels lligams culturals, econòmics i mediambientals dels països que integren aquesta regió.

## Llista de països

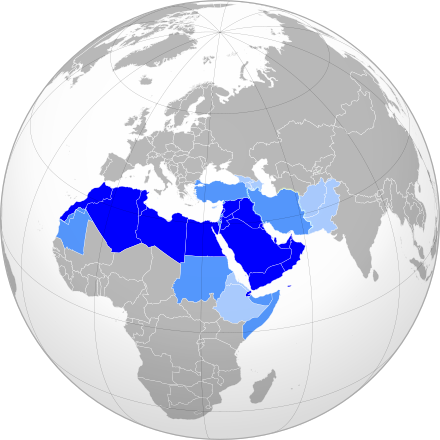
No hi ha consens sobre quins estats s'inclouen a la regió MENA.

Tot i no haver-hi una definició estandarditzada per a la regió, la llista següent engloba els països i territoris que en formen part segons els criteris més comuns.
- Algèria
- Aràbia Saudita
- Bahrain
- Egipte
- Emirats Àrabs Units
- Iemen
- Iran
- Iraq
- Israel
- Jordània
- Kuwait
- Líban
- Líbia
- Marroc
- Oman
- Palestina
- Qatar
- Síria
- Tunísia
- Turquia

## Economia
La regió té grans reserves de petroli i gas natural que suposen una font vital d'estabilitat econòmica global. Segons la publicació Oil and Gas Journal (primer de gener de 2009), la regió té el 60% de les reserves petrolíferes del món (128.936 km3) i el 45% de les reserves mundials de gas natural (81,237.8 km3). A data de 2020, 7 dels 13 membres de l'OPEC formen part de la regió.

## Educació
Segons el Pew Research Center, el 40% de la població adulta de la regió ha completat menys d'un any d'escola primària. La fracció és més alta per les dones, la meitat de les quals ha estat escolaritzada menys d'un any.

## Religió
L'Islam és de bon tros la religió dominant de la regió: el 91,2% de la població és musulmana. Es calcula que a la regió hi ha 315 milions de musulmans, és a dir aproximadament el 23% de la població musulmana del món. Tot i així, alguns dels països de la regió no són de majoria musulmana.

## Demografia
La regió, que abarca tres continents, és culturalment diversa i altament poblada: l'any 2018 la seva població vorejava els 578 milions d'habitants. El seu país més poblat és Egipte, amb prop de 100 milions d'habitants, que representa aproximadament un 17% del pes demogràfic de la regió. El país més extens és però Algèria, amb una superfície de 2.381.740 km².

## Controvèrsia pel nom
A causa de l'ambigüitat geogràfica i del caràcter eurocèntric del terme Orient Mitjà, s'ha proposat l'ús de termes alternatius en anglès com ara WANA (West Asia and North Africa, literalment Àsia Occidental i Àfrica del Nord) o, més rarament, NAWA (intercanviant l'ordre de les dues subregions). Tot i així, MENA segueix essent el terme d'ús preferent per a la majoria d'organitzacions de fora de la pròpia regió.